# Уве Розенберг
Уве Розенберг (народився 27 березня 1970, Аурих) — німецький геймдизайнер і співзасновник Lookout Games. Спочатку він став відомий своєю картковою грою Bohnanza, яка мала успіх як у Німеччині, так і за кордоном. Він відомий складними економічними стратегіями, зокрема Agricola та A Feast for Odin. Багато ігор Розенберга також були визнані чудовими для гри на самоті.

## Роботи
Розенберг, який народився в Ауріху, Німеччина, вперше почав займатися розробкою і механізмами ігор у віці 12 років. У шкільні роки він опублікував ряд ігор для розсилки поштою . Ще в коледжі Аміго опублікував свій перший великий успіх, Bohnanza. Після закінчення студій статистики в Дортмунді (тема дисертації «Розподіл імовірностей у пам'яті») його основною діяльністю є розробка ігор.
У 2000 році він разом із кількома іншими дизайнерами ігор заснував видавничу компанію Lookout Games. Він опублікував ряд доповнень до Bohnanza, частково у співпраці з Ганно Гірке. Більші проекти спочатку публікувалися в інших видавництвах, таких як Amigo та Kosmos.
Розенберг зробив собі ім'я насамперед завдяки розробці інноваційних механізмів карткової гри. Іншим напрямком його роботи є дослідницькі ігри, які стосуються дивних подій з минулого, а також ігри, які мають справу з чоловічими та жіночими кліше. 
З 2005 року Розенберг зосередився переважно на складних стратегічних іграх з економічною тематикою: його перша, Agricola, була випущена в жовтні 2007 року, здобула спеціальну нагороду Spiel des Jahres за найкращу складну гру 2008 року і став основою для європейського ігрового піджанру розміщення робітників. У вересні 2008 року вона скинула Пуерто-Рико з найвищого рейтингу на BoardGameGeek.com і залишалася на вершині рейтингу до березня 2010 року. Друга гра цієї серії, Le Havre, була опублікована в жовтні 2008 року. Зі своєю третьою грою Vor den Loyang у жовтні 2009 року Розенберг завершив свою трилогію сезону жнив. У 2011 році він продовжив успіх «Гавру» монастирською виставою «Ora et Labora». З 2012 року він знову активно працює як видавець у невеликому видавництві Feuerland: дебютний гру Terra Mystica отримав премію German Games Prize 2013.
18 травня 2007 року він одружився з Сюзанною Болдерс. Має одну дочку та трьох синів. Він живе в Гютерсло, а до кінця 2011 мав студію в Дортмунді.

## Ігри
| Рік  | Назва                                 |
| ---- | ------------------------------------- |
| 1997 | Bohnanza                              |
| 1998 | Mamma mia                             |
| 2000 | Babel                                 |
| 2001 | Bali                                  |
| 2007 | Agricola                              |
| 2008 | Le Havre                              |
| 2009 | At the Gates of Loyang                |
| 2010 | Merkator                              |
| 2011 | Ora et Labora                         |
| 2012 | Agricola: All Creatures Big and Small |
| 2012 | Le Havre: The Inland Port             |
| 2013 | Caverna                               |
| 2013 | Glass Road                            |
| 2014 | Patchwork                             |
| 2014 | Fields of Arle                        |
| 2015 | Hengist                               |
| 2016 | A Feast for Odin                      |
| 2016 | Cottage Garden                        |
| 2017 | Caverna: Cave vs. Cave                |
| 2017 | Indian Summer                         |
| 2017 | Nusfjord                              |
| 2018 | Reykholt                              |
| 2018 | Spring Meadow                         |
| 2018 | Caverna: Cave vs. Cave - Era II       |
| 2019 | Robin Von Locksley                    |
| 2019 | Nova Luna (укр. Місяць-молодик)       |
| 2020 | Fairy Trails                          |
| 2020 | New York Zoo                          |
| 2020 | Hallertau                             |
| 2020 | Sagani                                |
| 2021 | Armonia                               |
| 2021 | Tulpenfeiber                          |
| 2022 | Atiwa                                 |
| 2022 | Applejack                             |
| 2023 | Oranienburger Kanal                   |
| 2023 | Tangram City                          |